# Хабибулла Калакани
Хабибулла́ Калакани́ (перс. حبیب‌الله کلکانی‎, 19 января 1890, Кабул — 2 ноября 1929 или 17 октября 1929, Кабул), также известный как Бача-и́ Сака́о (перс. بچه سقا‎ — «сын водоноса») — правитель Афганистана с 17 января по 13 октября 1929. Во время Гражданской войны в Афганистане (1928—1929) оспаривал трон у Амануллы-хана. После победы над Амануллой в конце концов потерпел поражение от Мухаммеда Надир-шаха. Был этническим таджиком.

## Биография

### Молодые годы
Хабибулла родился 19 января 1890 или 1891 года в кишлаке Калакан к северу от Кабула. Был этническим таджиком. В своих мемуарах Калакани заявил, что его родная деревня была «несчастной» и что он «испытывал глубокую ненависть к её убогой внешности». В возрасте 14 лет отправился в Кабул верхом на лошади со своими друзьями Нуром и Джамалем. Позже присоединился к армии короля Амануллы-хана и участвовал в Третьей англо-афганской войне и Хостском восстании 1924 года. Во время последней войны служил офицером в «Образцовом батальоне» Королевской армии и отличился во время подавления повстанцев. Тем не менее, он дезертировал из подразделения в неустановленное время и после работы в Пешаваре переехал в Парачинар, где был арестован и приговорён британцами к одиннадцати месяцам тюремного заключения.
После этого Калакани начал бандитскую жизнь, поскольку считал занятия, распространённые среди «кухдамани», такие как виноградарство и продажа дров, ниже своего достоинства, полагая, что они вряд ли когда-либо смогут обеспечить его стол пшеничным хлебом. Вместо этого начал грабить караваны и близлежащие деревни. К нему присоединились Сайид Хусейн и Малик Мухсин, а также другие, всего 24 человека. В течение трёх лет они жили в горных пещерах, выходя днем грабить и прячась по ночам, все время опасаясь возмездия правительства. Некоторое время спустя Калакани бежал в Пешавар, где был продавцом чая и мелким вором.
После того как британская полиция арестовала и посадила в тюрьму его сообщника, бежал в Пешавар, где пробыл некоторое время, зарабатывая на жизнь мелким воровством. Калакани и его бандитская группа также убили Гулам Гаусс-хана, губернатора Чарикара.

### Восстание

Анимированная карта Гражданской войны в Афганистане 1928—1929 гг. Красный = Саккависты, Синий = Антисаккависты. На этой карте не показана одновременная советская война против басмачей на севере Афганистана

В 1928 году король Афганистана Аманулла-хан вернулся из поездки в Европу (включая СССР), привезя с собой целый комплекс социальных и культурных изменений для населения Афганистана. В частности, всё население Афганистана обязывалось носить европейскую одежду. В это же время появились фотографии королевы Сорайя Тарзи без чадры и в европейском платье. Это встретило резкое неприятие у афганцев, и пуштунские племена выступили за изгнание Амануллы-хана с женой из Афганистана. Восстание против Амануллы-хана охватило провинцию Лагман, и Хабибулла оказался в самом его центре, объединив таджиков и гильзаи. За голову Хабибуллы была назначена награда эквивалентная 10000 долларов США. Хабибулла во главе восставших начал наступление на Кабул с севера, восстание охватывало всю страну, и силы восставших начали подходить к Кабулу и с юга.
14 января 1929 года Аманулла-хан был вынужден передать власть своему брату Инаятулле-хану и бежать. Ещё через пару дней, 17 января Инаятулла-хан сдал Кабул восставшим без особого кровопролития, и Хабибулла был провозглашён эмиром. Однако гражданская война на этом не закончилась. Бежавший на юг страны Аманулла-хан продолжил борьбу за престол, в апреле того же года сформированный на территории и при поддержке СССР отряд под руководством генерала Наби-Хана вторгся в Афганистан. Только 22 мая Аманулла-хан, потерпев поражение, бежал в Индию, отправив Наби-Хану телеграмму с распоряжением так же прекратить сопротивление и покинуть страну.

### Сопротивление правлению Калакани

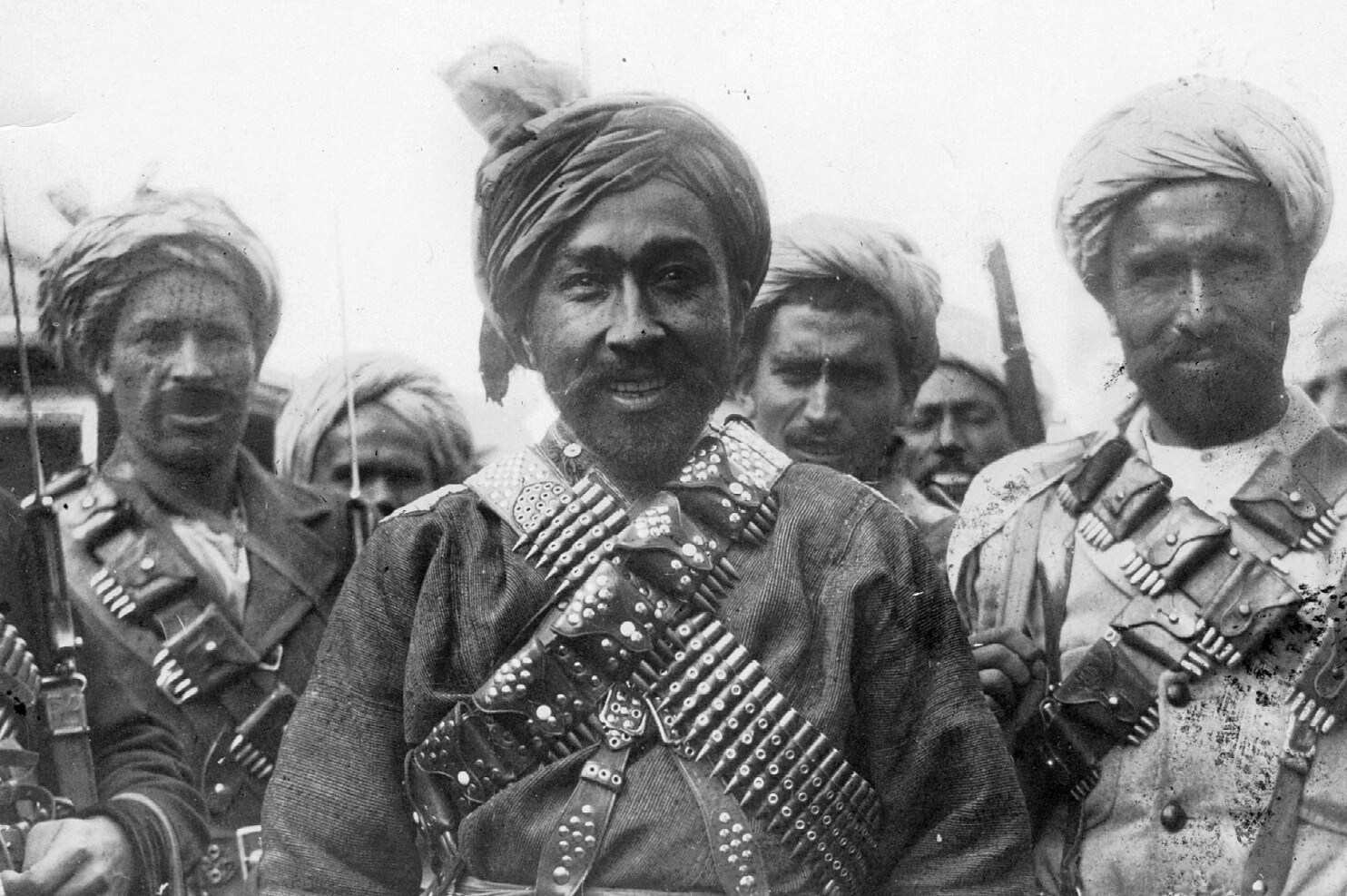
Калакани с последователями

Пуштунские племена, такие как гильзаи, первоначально поддерживавшие его против Амануллы, были недовольны правлением непуштуна. Когда последняя слабая попытка Амануллы вернуть себе трон провалилась, следующими на очереди были братья Мусахибан. Они также происходили из родословных Мохаммадзайев и Баракзаев, а их прадед был старшим братом Дост Мухаммеда.
Среди пяти выдающихся братьев Мусахибан был Мухаммед Надир-шах, старший из них, который был военным министром Амануллы. Им было разрешено пересечь Хайбер-Пахтунхву, чтобы попасть в Афганистан и взять в руки оружие. Однако, оказавшись на другой стороне, им не разрешалось пересекать границу туда и обратно, чтобы использовать британско-индийскую территорию в качестве убежища, и им не разрешалось собирать племенную армию на британской стороне линии Дюранда. Однако братья Мусахибан и племена успешно игнорировали эти ограничения.
В этот период антисоветские повстанцы из Центральной Азии, известные как басмачи, использовали период нестабильности в Афганистане для совершения набегов на СССР. Басмачи нашли убежище в Афганистане в начале десятилетия после того, как они были изгнаны из советской Средней Азии советскими военными, и они присягнули на верность Бухарскому эмиру, который жил в изгнании в Кабуле. Один из таких рейдов возглавил таджик Фузайл Максум, действовавший под командованием командира басмачей Ибрагим-бека. Войска Фузайла Максума ненадолго захватили Гарм, пока они не были изгнаны советскими войсками. Басмачи действовали в Афганистане из-за их союза с Хабибуллой Гази, и после падения его власти они были изгнаны из Афганистана.

### Смерть
После нескольких неудачных попыток Надир и его братья, наконец, собрали достаточно большие силы — в основном с британской стороны линии Дюранда — чтобы взять Кабул 13 октября 1929 года. Надир рассматривал возможность помилования Калакани, но давление со стороны лояльных племён вынудило его казнить Калакани 1 ноября 1929 года. Последними словами Калакани перед казнью были: «Мне не о чем просить Бога, он дал мне всё, чего я желал. Бог сделал меня королём».
Его останки были захоронены под мавзолеем на вершине холма в неизвестном месте в течение 87 лет, пока в 2016 году некоторые таджики и учёные не начали кампанию, требующую его перезахоронения в лучшем месте. Это вызвало дни политической и небольшой межконфессиональной напряженности в Кабуле — таджики и религиозные учёные, которые считают Калакани набожным мусульманином, хотели, чтобы он был похоронен на холме Шахрара, и попросили президента Ашрафа Гани спланировать государственные похороны. Противники Калакани, в основном пуштуны и секуляристы, были против этого плана, в том числе вице-президент Абдул-Рашид Дустум, который утверждал, что он не может быть похоронен на вершине холма, важного для узбекского наследия. В конце концов он был похоронен на холме 2 сентября 2016 года, в результате чего начались столкновениях между его сторонниками и сторонниками Дустума, в которых один человек погиб и четверо получили ранения.